# Артленбург
Артленбург (нем. Artlenburg) — община в Германии, в земле Нижняя Саксония.
Входит в состав района Люнебург. Подчиняется управлению Шарнебек. Население составляет 1600 человек (на 31 декабря 2010 года). Занимает площадь 11,85 км².